# 로런 앰브로즈
로런 앰브로즈(Lauren Ambrose, 1978년 2월 20일 ~ )는 미국의 배우이다.

## 출연 작품

### 드라마
- 토치우드